# Peter Madden
Peter Madden (9 de agosto de 1904 - 24 de febrero de 1976) fue un actor británico que nació en la Malasia británica.
Maddem fue un actor de reparto que apareció en varias películas de la productora Hammer, y que se convirtió en un rostro familiar en el cine y televisión de las décadas de los 1950 y 1960.
Apareció como el posadero, Bruno, en The Kiss of the Vampire (1963) y como el severo jefe de policía en Frankenstein Created Woman (1967). Su último papel para la Hammer Productions fue pequeño, como un conductor de carruajes en Frankenstein and the Monster from Hell (1973).
Otras películas en las que apareció Madden son; The Loneliness of the Long Distance Runner (1962), From Russia with Love (1963), Dr Terror's House of Horrors (1964), Dr Zhivago (1965) and One of Our Dinosaurs Is Missing (1975).
En la televisión apareció en Danger Man, Z Cars, Los Vengadores, El Santo y The Champions, y también interpretó al Inspector Lestrade junto a Peter Cushing en la serie de la BBC sobre Sherlock Holmes en 1968.